# Stethoncus arcticus
Stethoncus arcticus är en stekelart som beskrevs av Henry Keith Townes, Jr. 1959. Stethoncus arcticus ingår i släktet Stethoncus och familjen brokparasitsteklar. Inga underarter finns listade i Catalogue of Life.